# Vladimír Netolička
Vladimír Netolička (* 17. května 1952 Třebíč) je český malíř a pedagog.

## Biografie
Vladimír Netolička se narodil v roce 1952 v Třebíči, následně vystudoval Vysokou školu uměleckoprůmyslovou v Praze u profesora Evžena Weidlicha (mezi lety 1978 a 1984). Následně se začal věnovat výuce na grafické škole v Jihlavě, která se později transformovala na Soukromou uměleckou školu grafickou v Jihlavě. Po vzniku Vysoké školy polytechnické v Jihlavě nastoupil na Katedru cestovního ruchu, kde se věnuje výuce, stejně tak se věnuje výuce i na Univerzitě třetího věku na téže univerzitě. Žije a pracuje v Přibyslavicích u Třebíče. Je členem Spolku výtvarných umělců Vysočiny, Sdružení Bienále Brno, Profesní organizace grafiků – designérů, ico-D, Unie Výtvarných umělců ČR. Byl ovlivněn svým učitelem výtvarného umění Josefem Kremláčkem.

## Výstavy
- 1984, Kulturní středisko, Třebíč
- 1986, Základní škola, Přibyslavice
- 1988, Kino Jadran, Brno
- 1992, Zámecké konírny, Moravské Budějovice
- 2015, Barvy mezi liniemi, Výstavní síň Předzámčí, Třebíč

### Kolektivní
- 1985, Dům umění města Brna, Brno (Výtvarní umělci Jihomoravského kraje)
- 1985, Oblastní galerie Vysočiny v Jihlavě, Jihlava (Výtvarníci Vysočiny)
- 1985, Dům umění města Brna, Brno (3. bienále tvorby mladých výtvarníků Jihomoravského kraje)
- 1985, Sofie
- 1987, Dům umění města Brna, Brno (4. bienále tvorby mladých výtvarníků Jihomoravského kraje)
- 1991, Karmeliterhof, St. Pölten (Visuelle Interpretationen)
- 1992, Horácká galerie, Nové Město na Moravě
- 1994, Dům techniky, Brno (Vizuální interpretace II)
- 1995, Havlíčkův Brod
- 1997, Oblastní galerie Vysočiny v Jihlavě, Jihlava (Salón 97, Sdružení výtvarných umělců Vysočiny)
- 2001, kulturní klub U hradeb, Prostějov
- 2012, Galerie Malovaný dům, Třebíč (Třebíčské ozvěny)